# Brygada Kryzys
Brygada Kryzys je polská rocková skupina, vycházející z post punku a nové vlny.
Předchůdcem Brygady byla punková skupina Kryzys Romansu, existující v letech 1978 až 1981. Po jejím rozpadu se frontman Robert Brylewski sešel se zpěvákem a kytaristou rovněž zaniklé skupiny Tilt Tomaszem Lipińskim a v létě 1981 vytvořili Brygadu Kryzys, která se z punku přeorientovala na pomalejší hudbu, ovlivněnou reggae. Skupina podnikla úspěšný zájezd do Jugoslávie, ale po vyhlášení výjimečného stavu v prosinci 1981 se dostala do konfliktu s úřady, které označily její název za provokativní. Brygada Kryzys nesměla koncertovat, nedostala povolení vycestovat do Nizozemska, kde měla sjednáno koncertní turné. Podařilo se jí však vydat u vydavatelství Tonpress dlouhohrající desku Brygada Kryzys, mezi fanoušky nazývanou podle barvy přebalu také Czarna Brygada. Pod stejným názvem vyšel u britské firmy Fresh Records amatérský záznam jednoho varšavského koncertu, kritizovaný jako pokus vydělat na vlně mezinárodních sympatií s Polskem. Koncem roku 1982 se kvůli neustálým konfliktům s cenzurou skupina rozhodla ukončit činnost. Část jejích členů přešla do nově založené skupiny Izrael, která již hrála čisté reggae.
V roce 1991 Brygada Kryzys obnovila činnost, vystupovala na festivalu v Jarocině, ve varšavském klubu Remont pořádala každého 13. prosince koncertní večer připomínající výročí vyhlášení výjimečného stavu, nazvaný Stanik (z polského stan wojenny). Koncem roku 1994 se skupina znovu rozešla, toto období připomínají desky Cosmopolis a Live in Remont ’93. Na jaře 2003 Brylewski a Lipiński přibrali nové mladé hudebníky a začali znovu koncertovat pod původním názvem.